# Pézsmapatkánykenguru-félék
A pézsmapatkánykenguru-félék (Hypsiprymnodontidae) az erszényesek (Marsupialia) közé tartozó Diprotodontia rendjének egy családja.

## Rendszerezés
A családba az alábbi 4 nem és egyetlen élő faj tartozik:
- Hypsiprymnodon – Ramsay, 1876
  - †Hypsiprymnodon bartholomaii
  - pézsma-patkánykenguru (Hypsiprymnodon moschatus)
- †Ekaltadeta – Archer & Flannery, 1986
  - †Ekaltadeta wellingtonensis
  - †Ekaltadeta ima
  - †Ekaltadeta jamiemulvaneyi
- †Jackmahoneyi – Ride, 1993
  - †Jackmahoneyi toxoniensis
- †Propleopus – Longman, 1923
  - †Propleopus chillagoensis
  - †Propleopus oscillans